# Kadua coriacea
Kadua coriacea là một loài thực vật có hoa trong họ Thiến thảo. Loài này được (Sm.) W.L.Wagner & Lorence mô tả khoa học đầu tiên năm 2005.